# 萊頓斯通
萊頓斯通（英語：Leytonstone）是位於英国伦敦東部的一個地區，在行政區劃上屬於瓦爾珊森林倫敦自治市。雷頓斯通位於查令十字的東北方向。現在倫敦地鐵在這裡設有萊頓斯通站。